# アルフォンソ4世 (レオン王)
アルフォンソ4世（Alfonso IV de León, 890年頃 - 933年）は、レオン王（在位：926年 - 931年）。ガリシア王兼レオン王オルドーニョ2世とエルビラ・メネンデスの子。兄にガリシア王サンチョ・オルドニェス、弟にレオン王ラミロ2世がいる。別名は僧王（el Monje）。

## 生涯
父が924年に死ぬと、レオン王位についたのは息子の1人ではなく、アストゥリアス王であった叔父のフルエーラ2世であった。フルエーラは即位して1年後の925年に急死しているため、王位継承の正確な状況は不明である。しかし従兄弟でフルエーラ2世の子アルフォンソ・フロイラスが少なくとも王国の一部の王になり、アルフォンソは兄サンチョ、弟ラミロと共に正統な継承者であることを主張して反乱を起こした。パンプローナ王ヒメノ・ガルセスの支援を受け、兄弟たちはアルフォンソ・フロイラスをアストゥリアス東部の辺境へ退け、残った領土を3兄弟で分割した。長兄であるサンチョはガリシア王国を継承し、アルフォンソがレオンを治めることとなった。
929年、ガリシアを治めていたサンチョが死に、アルフォンソがガリシア王位を継いだ。
931年、日付は不明であるが、アルフォンソ4世の妃であるパンプローナ王女オネカが急死した。彼は妃の死を深く悲しみ、ポルトゥカーレを治めていた弟ラミロにレオン王位を譲って退位、サアグン修道院に入った。
しかし年代記の伝えるところでは、アルフォンソ4世は譲位を後悔し、932年春にサアグン修道院を出て、かつて王位を奪ったアルフォンソ・フロイラス兄弟と手を結んだ。当時、アブド・アッラフマーン3世軍に包囲されていたトレドの救援のため、ラミロ2世はサモラで軍を集結させており、その隙を狙った。
ラミロ2世はアルフォンソ4世の反乱を知ると、トレドの包囲戦に参加している軍から分遣隊を派遣し、レオンに向かわせ、アルフォンソ4世の身柄を拘束させた。ラミロ2世は反乱軍を破り、監獄へ押し込めた。ラミロ2世はアストゥリアスへ向かい、アルフォンソ4世を支援したアルフォンソ・フロイラスとその兄弟を捕らえた。直後、ラミロ2世は4人の目を潰すよう命じ、ルイフォルコ修道院へ移して死ぬまで幽閉させた。
アルフォンソ4世は933年にルイフォルコ修道院で死去した。

## 子女
923年、パンプローナ王女オネカ（パンプローナ王サンチョ・ガルセス1世の娘）と結婚、2子をもうけた。
- オルドーニョ4世（924年 - 962/3年） - レオン王（958年 - 960年）
- フルエーラ（958年頃没）